# قائمة الأفلام المصرية سنة 1982
هذه قائمة بالأفلام المصرية لعام 1982 مرتبة أبجديا

## 1982
- أشياء ضد القانون
- الطاووس
- الأقدار الدامية
- العار
- العسكري شبراوي
- العوامة 70
- أيوب
- حسن بيه الغلبان
- حدوتة مصرية
- عصابة حمادة وتوتو
- على باب الوزير
- غريب في بيتي
- وكالة البلح